# Хазраткулова, Махкам
Махкам Хазраткулова (1940 — ?) — бригадир совхоза им. К. Маркса Нишанского района Кашкадарьинской области Узбекской ССР, Герой Социалистического Труда (26.02.1981).
Родилась в 1940 году. Узбечка.
В 1958 году окончила среднюю школу.
С 1958 года — колхозница колхоза им. К. Маркса (Каршинский, с 1970 Ульяновский район). С 1972 г. бригадир совхоза им. К. Маркса (Ульяновский, с 1975 г. Нишанский район).
В 1976 году урожайность хлопчатника составила 58 ц./га на площади 105 га.
Начиная с 1977 года её бригада выращивала хлопчатник на площади 200 га и ежегодно сдавала на приёмный пункт 1100—1200 тонн хлопка.
Указом Президиума Верховного Совета СССР от 26.02.1981 присвоено звание Героя Социалистического Труда с вручением ордена Ленина и медали «Золотая Звезда».
Член КПСС с 1971 г. Делегат XX съезда Компартии Узбекистана.
Депутат Верховного Совета Узбекской ССР 8-го и 9-го созывов по Пахтазарскому избирательный округу, член Постоянной комиссии по строительству и промышленности строительных материалов.